# Apicia holmiaria
Apicia holmiaria är en fjärilsart som beskrevs av Achille Guenée 1857. Apicia holmiaria ingår i släktet Apicia och familjen mätare. Inga underarter finns listade i Catalogue of Life.